# Щ-108
«Щ-108» — советская дизель-электрическая торпедная подводная лодка времён Второй мировой войны, принадлежит к серии V проекта Щ — «Щука».

## История корабля
Лодка была заложена 1 апреля 1932 года на заводе № 189 «Балтийский завод» в Ленинграде, в том же году была доставлена в разобранном виде на завод № 368 в Хабаровске для сборки и достройки, спущена на воду в августе 1933 года. 7 декабря 1933 года получила имя «Форель». 21 декабря 1933 года лодка вошла в состав Морских Сил Дальнего Востока под обозначением «Щ-24».

### Служба
- 15 сентября 1934 года получила обозначение «Щ-108».
- С апреля 1940 года по 1942 год прошла капитальный ремонт на «Дальзаводе».
- В годы Второй мировой войны участия в боевых действиях не принимала.
- 10 июня 1949 года переименована в «С-108».
- 10 сентября 1952 года исключена из состава флота.
- 1 октября 1952 года расформирована, впоследствии разделана на металл.

## Командиры лодки
- 1933—1934 — А. Ф. Кулагин
- октябрь 1935 — май 1938 — Р. Р. Гуз
- … — август 1945 — … В. И. Головко